# Guo Li
Guo Li (em chinês:  呙俐; Nanquim, 11 de maio de 1993) é uma nadadora sincronizada chinesa, medalhista olímpica. 

## Carreira
Guo representou seu país nos Jogos Olímpicos de 2016, ganhando a medalha de prata por equipes.